# 京都定期観光バス
京都定期観光バス（きょうとていきかんこうバス、英称：Kyoto Regular Tour Bus）は、京都市域周辺地域で運行される定期観光バスである。京阪バスが予約・販売を行い、バス運行は京阪バスのほか明星観光バス・近江鉄道・奈良交通・丹後海陸交通が行う。2024年に「おこしバス」の愛称が設定された。
本項では、びわ湖定期観光バス、京都観光よるバス、京都ひるバス、スカイバス京都についても紹介する。

## 概要
京都定期観光バスの歴史は、1928年（昭和3年）4月18日に京都遊覧乗合自動車によって開業したことに始まる。
京都駅烏丸口および八条口に定期観光バス乗り場を設ける。ほぼ全てのコースが烏丸口の乗り場から発着する。ほかに京阪三条駅前、四条河原町バス停（いずれも一時休止中）、大阪駅南（マルビル大阪・関西万博バスターミナル）にも乗り場を設ける。
特徴は、入場料や食事代がセットになっていることから比較的長時間（朝出発する便は夕方到着する一日がかりのコースが多い）目的の観光スポットを楽しむことができること、人気の観光スポットがほぼ待ち時間なしで入場できる点、個人旅行ではまず入場不可能なところへのコースを設けられていることである。
コースの設定は多岐にわたり、京都を代表する観光地を訪れるものから、季節を題材にしたコース、また、初詣・七福神・葵祭・祇園祭・五山の送り火などのさまざまな行事ごとや、その年のさまざまなイベントなどとタイアップしているものがある。
運行は京阪バスのほか、かつては京都市営バスも担当していた。しかし京都市営バスでは毎年2400万円以上もの赤字を計上する年度が続いたため、2012年3月をもって撤退、その後しばらくは京阪バスが単独で運行していた。しかしその2年後の2014年11月1日より、琵琶湖方面のコースの一部に近江鉄道が新規参入したため、再び複数の事業者による運行となった。2015年度はさらに丹後海陸交通と奈良交通、スカイバス京都で明星観光バスが新規に参入している。
2024年2月、愛称名を「おこしバス」に決定したことを発表。現代のニーズに合わせた親しみやすくわかりやすい愛称として命名したもので、「京都にお越しいただき、ありがとうございます」という意味を込めたものだという。

## 沿革
- 1928年（昭和3年）4月18日 - 京都遊覧乗合自動車営業開始（京都における定期観光バスのはじめ）。
- 1934年（昭和9年）1月30日 - 大津近郊遊覧乗合自動車営業開始（琵琶湖地区における定期観光バスのはじめ）。
- 1939年（昭和14年）9月30日 - 一時休止。
- 1948年（昭和23年）10月13日 - 再開。
- 1954年（昭和29年）10月10日 - 京都市営バスとの共同運行開始。
- 1983年（昭和58年）12月15日 - 定期観光バスとしては初の2階建てバスの運行を開始。
- 1985年（昭和60年）12月1日 - 京阪バスの管轄営業所を洛南営業所に一本化（前日までは大津と京都と洛南との3営業所管轄。なお、京都営業所は撤退と同時に山科営業所に名称変更）。
- 1986年（昭和61年）5月30日 - 全国初の女性運転手を採用（のち自然減により廃止の後に復活）。
- 2008年（平成20年） - 開業80周年を迎え、80周年記念グッズの運転、記念コースの運転などを実施。
- 2012年（平成24年）3月16日 - 京都市交通局が撤退[4]。
- 2012年（平成24年）12月9日 - この日の運行をもって2階建てバス（グランパノラマ）による運行を終了[5]。
- 2014年（平成26年）11月1日 - この日より2014年度の運行を開始した毎年11月に実施の琵琶湖方面のコース「湖東三山と永源寺めぐり」コースに近江鉄道が新規参入（京阪バスと共同運行）。これにより大津市以外の滋賀県内でも京都定期観光バスの運行が開始された。運行終了後も琵琶湖方面に設定される別のコースの一部で京阪バスとの共同運行を継続。
- 2015年（平成27年）2月2日 - この日より運行を開始した期間限定のコース「～薬膳ランチと浄瑠璃寺・岩船寺・一休寺～」より奈良交通が新規参入[6]。これにより京田辺市が南限であった京都定期観光バスの運行は木津川市までに拡大された。
- 2015年（平成27年）9月4日 - この日より運行を開始した期間限定のコース「～海の京都～　天橋立・文珠荘の限定特別ランチと傘松公園・股のぞき」より丹後海陸交通が新規参入[7][8]。これにより南丹市が北限であった京都定期観光バスの運行は宮津市までに拡大された。
- 2015年（平成27年）10月1日 - この日より運行を開始した期間限定のスカイバス京都（後述）で明星観光バスが新規参入。
- 2024年（令和6年）2月20日 - 愛称名を「おこしバス」に決定したことを発表[1]。

## 車両

### 京阪バス
洛南営業所に配備されている社番がCで始まる貸切・定期観光バス用の車両が使用される（現在は、下記に示す車両以外は日野・セレガや三菱ふそう・エアロバスが充当されている）。便所は設置されていない。
『グランパノラマ』と呼ばれるダブルデッカー車両は『京の一日コース』などコースを限定して充当されていた（2012年12月9日をもって運行終了）。
日野・レインボー7Mや日野・メルファなどの小型車については、『上賀茂神社と鞍馬・大原寂光院』や『西山賛歌』など狭隘部を走行するコース （「M○コース」）に限定されている。
サンライズツアー向けの車両は幕の装備の関係で車両が限定されている（運休日には一般コースでの運行がある）。
それ以外の車両については、京阪京都交通などの応援車を含めて共通運用されている。
なお、かつては一般路線バスに入るバスのうち、座席が比較的豪華なものを使用していたワンロマ車と呼ばれるBタイプのバスについても使用されていた（現在のBタイプのバスは定期観光バスには入らない）。
京阪バス運行当時のスカイバス京都については下記を参照のこと。

#### 京阪バスグループによる応援
秋の行楽シーズンなどの乗客が多い時期には京阪京都交通から貸切・高速専用車が応援で使用されることがある（これはかつての京都交通時代から行っている）。
また、京阪京都交通車の貸切・高速専用車は台数が少ないため、それでも捌き切れない場合は台数に比較的余裕のある京都京阪バスの貸切登録車両も応援に入る（これはかつての京阪宇治バス時代から行っている）。

### 近江鉄道
2014年の新規参入当時より初代のライオンズカラーを纏った定期観光バス専用の車両で運用されている。大津営業所の車両で運行している。
2015年からは新ライオンズカラー（レジェンドブルー）を纏った車両も運用されている。

### 京都市交通局
運行から撤退した京都市交通局では、最末期には梅津営業所に配備されていた日野・セレガ1台と、いすゞ・ガーラの4台を充当しており、車両には京都市内の地名に因んだ愛称が付けられていた。

## スカイバス京都

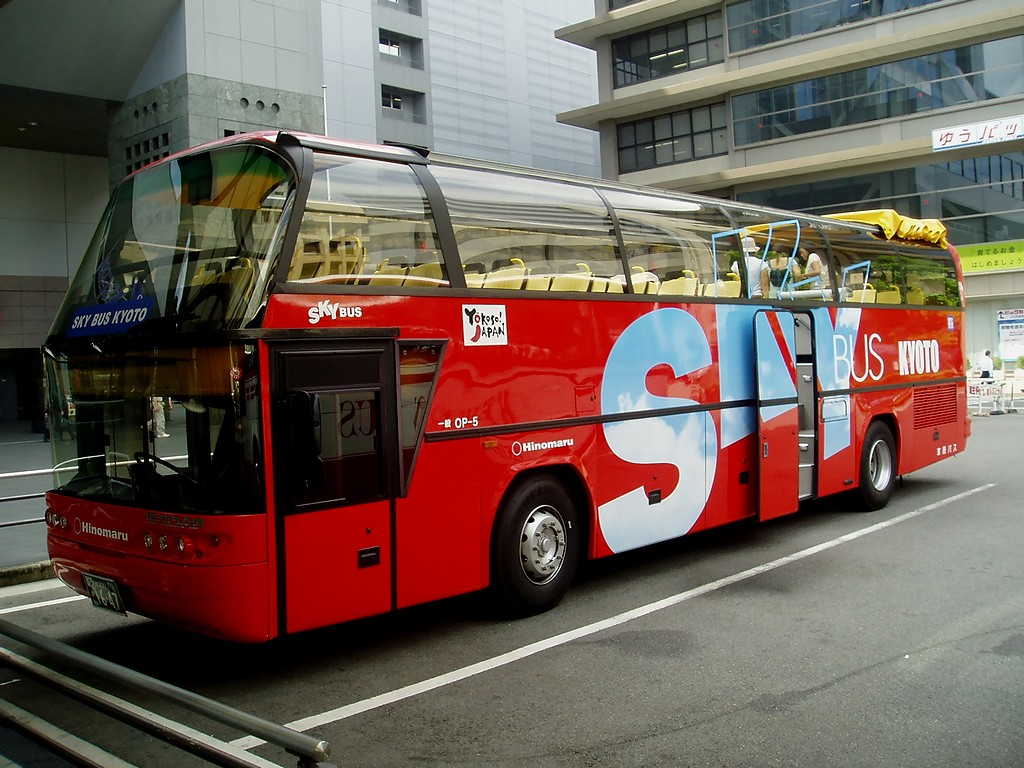
京阪バス運行時のスカイバス

「スカイバス京都」は2階建てオープントップバスを用いた定期観光バスである。車窓観光のみ・原則として途中下車なしのコースと、車窓観光に下車観光を加えたコースの2つが定期コースとして設定される。運行は明星観光バスが担当する。なお、同じオープントップバスを用いた「スカイホップバス京都」は、観光地にバス停を設けた乗降自由の路線バスで、本項の定期観光バスとは異なる。
「スカイバス」は日の丸自動車興業が2004年9月から東京で運行したのが最初で、京都では当初、2007年より2008年にかけてネオプラン・スペースライナーのオープントップバスを使用して運行を始めた。JTB西日本・日の丸自動車・京阪バスの3社で構成される「スカイバス実行委員会」が運営し、バスの運行は京阪バスが行った。料金は大人2,000円で、コース途上での観光は行わず、車窓より京都市内の景色を楽しむことをコンセプトにコースが決められていた。設定されたコースはすべて京都駅烏丸口の定期観光バス乗り場を発着としていたが、コースによっては四条河原町などで降車することも可能であった（ただし、途中で降車した場合は再び乗車することはできなかった）。
運転可能な運転手は通常の定期観光バスと違い、洛南営業所およびその支所である横大路支所（横大路は当時、京都市営バス委託の京阪バスの営業所）の優秀クラスの運転手が担当した。車両所属は正式には日の丸自動車興業板橋営業所（東京都板橋区）であったが、リース期間中は京阪バス洛南営業所に配置されていた。なお、同じ車両が用いられているが、東京と京都との転属を繰り返すため、登録番号はリースされる度に変更されていた。
2007年秋季の運行は、特に行楽期の休日には満席になることが多く、好評のうちに終了した。この結果を受けて、2008年3月20日より春の運行が行われた。これに先立ち、東山花灯路2008のイベントにタイアップしたコースを無料で運行した。2008年春季の運行に際しては夕刻の1便に英語のみによるアナウンスが行われる便の設定があった。同年10月11日より、秋の運行が（1コースのみ）開始された。2008年秋季については第1便に限りホテルからの送迎サービス（無料）を行っていた。
2009年度から2014年度までは運行されず、2015年に7年ぶりに運行を再開した。この時から運行事業者が日の丸自動車興業グループの明星観光バスになった。2016年3月31日まで運行される予定であったが延長、以降も運行を続けている。また2016年夏の運行の際、8月12日から28日までの週末に夜の時間帯の運行が実施された。
なお、スカイバスが運行されていない時期に、京阪バスの京都けいはんな線と共用のトップドア車を使用して、このスカイバスのコンセプトを持った車窓を楽しむコースがハイシーズンに設定されていた。京都ひるバスの運行が始まる頃にその運行が終了し、京都ひるバスもスカイバス京都の運行再開と前後して廃止されている。
- 2007年10月4日 - 2007年秋季運行開始。
- 2008年
  - 1月6日 - 2007年秋季の運行終了。
  - 3月20日 - 2008年春季（桜コース）運行開始（4月13日まで）。
  - 4月14日 - 同・（新緑コース）運行開始（6月8日まで）。
  - 10月11日 - 2008年秋季コース運行開始（11月30日まで）。
- 2015年10月1日 - 2015年秋・冬季運行開始（2016年3月18日まで）。
- 2016年3月19日 - 2016年春・夏季運行開始（以降運行は継続されている）。

## 京都ひるバス

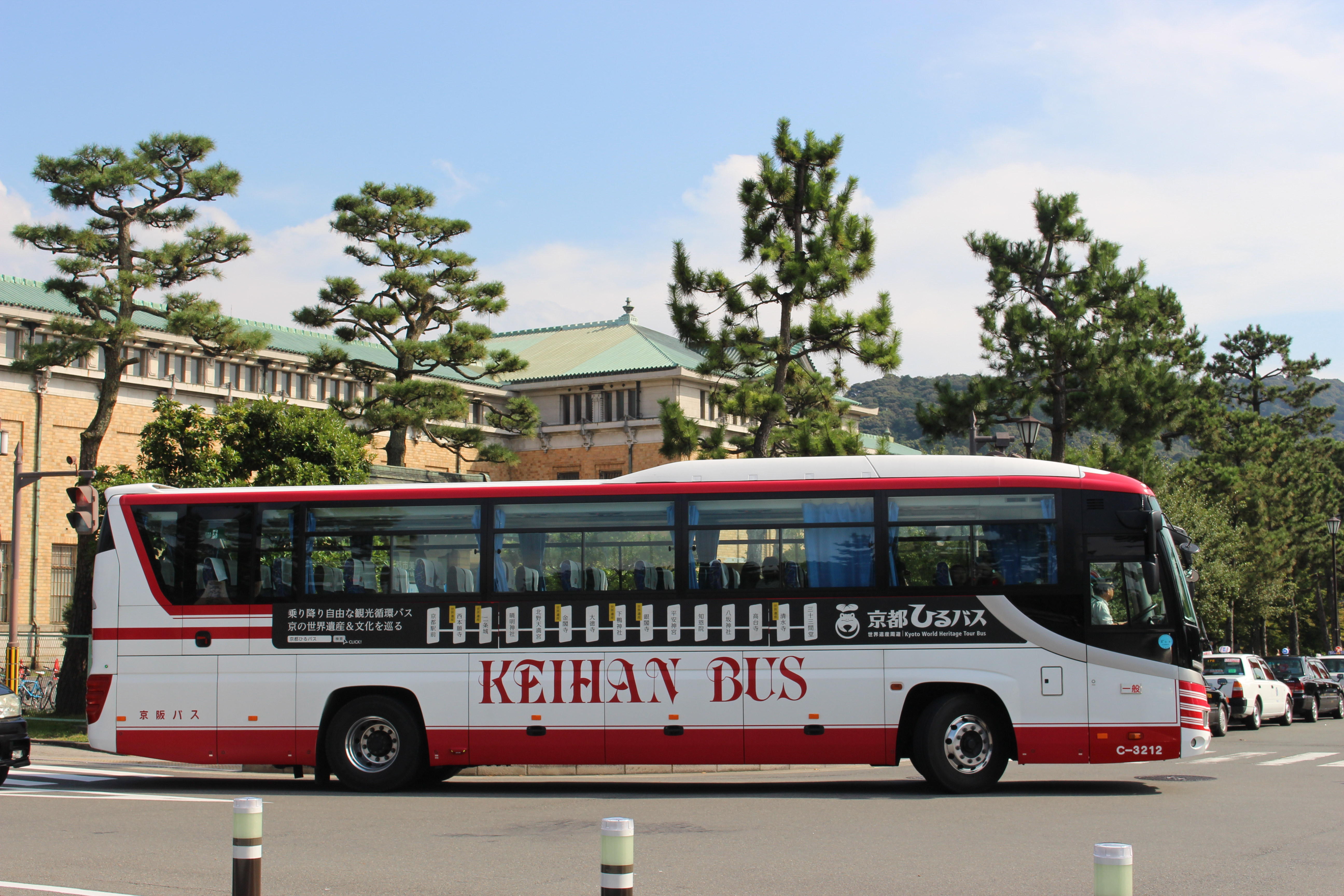
京都ひるバスの車両

「京都ひるバス」は観光名所を巡る周回バスで、2012年12月の試験運行を経て2013年4月から2015年9月末まで運行された。京都まちづくり交通研究所が運営し、運行を京阪バスが担当した。
一日乗車券を購入し、京都駅にある定期観光バス乗り場をはじめとする駅近くの停留所（鉄道乗り換え地点）から乗車を始め、経路途上にある乗降場所で自由に乗り降りして観光するという形をとった。経路は下記の通り。
京都駅(定期観光バス乗り場)◇→西本願寺→二条城前駅◇→晴明神社・西陣織会館→北野天満宮→北野白梅町駅◇→金閣寺→大徳寺→北大路駅前◇→下鴨神社→出町柳駅◇→銀閣寺→平安神宮・美術館→知恩院・円山公園・八坂神社→高台寺・ねねの道→清水道→三十三間堂・博物館→京都駅(定期観光バス乗り場)
◇印の停留所は鉄道乗り換え地点で、◇印以外の停留所からは乗車を開始することができなかった。また、京都駅をまたいでの連続乗車ができないため、一旦降りなければならなかった。なお、第1便は京都駅発金閣寺止、最終便は銀閣寺始発京都駅までであった。
「京都ひるバス」は、2010年から京都まちづくり交通研究所が運営・エムケイ観光バスが運行した「京都・観光よるバス」の成功をきっかけに運行を開始した。2012年12月の土曜・日曜日限定で運行したところ、好評であったため2013年4月より年末年始を除く土曜・日曜・祝日での本格運行を開始した。2015年9月30日をもって運行を終了、同10月3日より京都まちづくり交通研究所が運営する「京都・世界遺産回遊バス K'LOOP」が運行されている（運行はケイルック。2017年5月13日より「京都観光ループバス K’LOOP」と改称）。

## 管轄営業所
- 京阪バス - 洛南営業所（京阪バス全11営業所の優秀クラスの運転手のみ運転可能）
  - 1985年12月までは、大津、山科（当時は京都）、洛南の3営業所が共管していたが、京都定期観光バスについては洛南に統一された。なおびわ湖定期観光バスについては大津が引き続き管轄していたが、定期観光路線を京都定期観光バスに統合した際に管轄から外れた。また、1966年2月までは大津定期遊覧営業所が大津駅付近に位置していたが、大津営業所（2代）に統合され廃止され、移転後は大津定期遊覧営業所管轄便は大津営業所が担当するようになった。
- 近江鉄道 - 大津営業所
  - 2014年に京都定期観光バスに新規参入した際より担当している。
- 奈良交通 - 京都営業所
  - 2015年に京都定期観光バスに新規参入した際より担当している。
- 丹後海陸交通 - 本社営業所
  - 2015年に京都定期観光バスに新規参入した際より担当している。
- 明星観光バス - 本社営業所
  - 2015年に乗合バス事業に進出・京都定期観光バスに新規参入した際より担当している。

なお、撤退した京都市交通局は京都市営バス梅津営業所が担当していた（定期観光バスを運転できるのは市職員のみ）。過去には京都市営バス五条営業所（廃止）が担当していた。

## 関連商品
2008年4月18日の京都定期観光バス80周年を記念してチョロQが発売された。京都市交通局と京阪バスの車両が1台ずつの2台セットである。同年9月14日のスルッとKANSAIバスまつりではチョロQの第2弾が発売され、このチョロQはボンネットバスタイプであった。この他にも折り畳み傘も販売されている。